# آنا کارنینا (فیلم ۱۹۳۵)
آنا کارنینا (به انگلیسی: Anna Karenina) فیلمی محصول سال ۱۹۳۵ به کارگردانی کلارنس براون، کارگردان اهل ماساچوست آمریکا و بر اساس رمانی به همین نام نوشتهٔ لئو تولستوی می‌باشد.

## خلاصه داستان

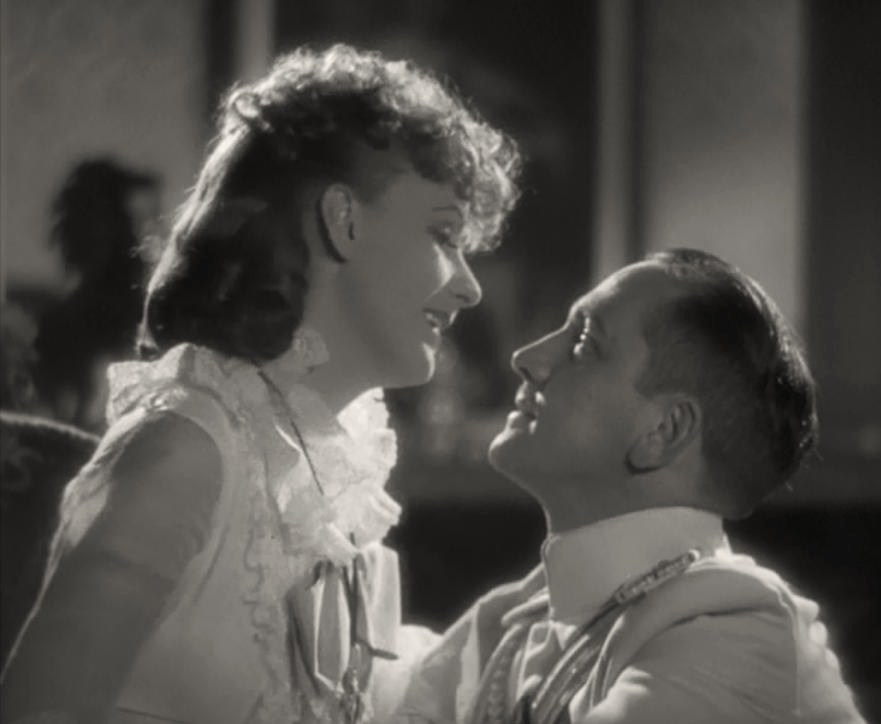
گرتا گاربو و فردریک مارچ

در سده نوزدهم میلادی در شهر سن پترزبورگ، آنا (با بازی گرتا گاربو) به همراه همسر ثروتمندش به نام کارنین (با بازی بازیل رتبون) زندگی یکنواخت و خسته کننده‌ای دارد. تا اینکه آنا متوجه می‌شود که برادرش استیوا دچار اضمحلال زندگی زناشویی اش شده و دلیل آن هوا و هوس استیوا می‌باشد. آنا به یاری برادرش می‌شتابد، اما خود درگیر رابطهٔ عاطفی با سروان ورونسکی (با بازی فردریک مارچ) می‌شود. اما آنا تن به این رابطهٔ هوس آلود نمی‌دهد چون ورونسکی را با زنی دیگر می‌یابد و…

## دربارهٔ فیلم
فیلم، سیاه و سفید و محصول کمپانی مترو گلدوین مایر می‌باشد و در آن دو بازیگر بزرگ هالیوود، یعنی گرتا گاربو و فردریک مارچ نقش آفرینی می‌کنند. عاشقانهٔ کلارنس براون، در ۹۵ دقیقه تهیه و ساخته شد و یک میلیون و صد و پنجاه و دو هزار دلار هزینه برداشت. اما این فیلم پرخرج آن سالها توانست در گیشه، جمعاً در سینماهای دنیا، دو میلیون و سیصد هزار دلار فرو ش داشته باشد. فیلم در جشنوارهٔ بین‌المللی ونیز در سال ۱۹۳۵، توانست جایزهٔ بهترین فیلم غیر ایتالیایی را کسب کند.

## عوامل فیلم
| عوامل      | نام                                                                                                 |
| ---------- | --------------------------------------------------------------------------------------------------- |
| کارگردان   | کلارنس براون                                                                                        |
| نویسندگان  | کلمنس دین - سالکا ویرتل بر اساس رمانی نوشتهٔ لئو تولستوی                                             |
| بازیگران   | گرتا گاربو - فردریک مارچ - فردی بارتالومیو - مورین اوسالیوان - می رابسون - بازیل رتبون - ایزابل کیث |
| موسیقی     | هربرت استوتهارت                                                                                     |
| فیلمبردار  | ویلیام اچ دانیلز                                                                                    |
| تدوین      | رابرت کرن                                                                                           |
| طراحی صحنه | سدریک گیبونز                                                                                        |
| طراحی لباس | آدریان                                                                                              |

## توضیحات فیلم
گرتا گاربو که بزرگترین بازیگر آن زمان هالیوود بود، همواره برای انتخاب نقش‌های مقابل و کارگردان فیلم، حتی نظری مهمتر از تهیه‌کنندهٔ فیلم داشت. اینجا هم گاربو، نظرش بر نظر دیوید او سلزنیک مشهور چربید. سلزنیک، ابتدا جرج کیوکر را برای کارگردانی فیلم انتخاب کرده بود، اما گاربو ترجیح می‌داد با کارگردان کارهای قبلیش یعنی کلارنس براون کار کند. سرانجام فیلم با کلارنس براون کلید خورد. فیلم از بهترینهای دههٔ سی هالیوود است و صحنه‌های تلخ بسیار زیادی را در خود گنجانده‌است. بازی گاربو شگفت‌انگیز است و بیننده را در بهتی غم آلود فرو می‌برد.

## فیلم و جشنواره‌ها
| جشنواره                           | جایزه                                |
| --------------------------------- | ------------------------------------ |
| جشنوارهٔ هیئت ملی بازبینی - آمریکا | جز ۱۰ فیلم برتر سال                  |
| جایزهٔ منتقدان فیلم نیویورک        | بهترین بازیگر زن سال برای گرتا گاربو |
| جشنوارهٔ بین‌المللی فیلم ونیز       | بهترین فیلم غیر ایتالیایی زبان       |